# Kevin De Weert
Kevin De Weert (født 27. maj 1982) er en belgisk tidligere professionel landevejsrytter.